# Tatort: Dornröschens Rache
Dornröschens Rache ist ein Fernsehfilm aus der Fernseh-Kriminalreihe Tatort der ARD und des ORF. Es ist der sechzehnte gemeinsame Fall des Berliner Ermittlerduos Ritter und Stark. Der vom RBB unter der Regie von Christine Hartmann produzierte Fernsehfilm wurde am 25. März 2007 in Das Erste zum ersten Mal gesendet.

## Handlung
Nach dem Krankenhaus-Besuch bei seinem im Sterben liegenden Bruder Friedrich mit einer ins Ohr geflüsterten Nachricht und der Übergabe an dessen Sohn Klaus nimmt Richard Merten Abschied: Zum Klang einer historischen Tonaufnahme schreibt er einen Brief an Tochter Paula Merten. Dann geht er zum Müll und gibt den Brief seiner Nachbarin. Er wickelt einen Teppich ein, legt Dokumente zurecht, trinkt seinen besten Rotwein und kleidet sich in seinen Sonntagsanzug. Dann klingelt es wie erwartet an der Tür, er öffnet und ein Schuss fällt. Der Nachbarin fällt der Brief ein, den sie hätte einwerfen sollen …
Während der Spurensicherung taucht wie aus dem Nichts Tochter Paula Merten auf – sichtbar ergriffen. Sie hatte wenig Kontakt zu ihrem Vater, obwohl beide in Berlin lebten. Laut ihrer Aussage ist ein Haus in Wieditz/Brandenburg das einzige Vermögen. Ihre Anstellung im Baumarkt als Lagerarbeiterin hat sie 6 Wochen zuvor gekündigt, sie zieht ins elterliche Haus in Wieditz ein.
Bei einer weiteren Besichtigung der Wohnung des Toten entdeckt Kriminalhauptkommissar Ritter den beiseite gestellten Teppich und Unterlagen über ein Golfhotel in Wieditz. Er nimmt einen Anruf an und erfährt, dass Merten die Wohnung zum Monatsende gekündigt hat. Ritter und sein Kollege Stark kommen ebenso wie Klaus Merten gerade noch rechtzeitig zur Bestattung von Richard Merten nach Wieditz. Beim Leichenschmaus erfahren die beiden Ermittler davon, dass auch Richard Mertens Frau Emma ermordet wurde. Auch sie wurde aus nächster Nähe mit einem Gewehr erschossen. Der Fall blieb ungeklärt, die polizeilichen Akten sind verschwunden. Da bleibt es den beiden Kommissaren nicht erspart, ihre Ermittlungen in der brandenburgischen Provinz fortzusetzen.
Der Zugang zu den verschrobenen Dorfbewohnern fällt den Städtern Ritter und Stark wie erwartet schwer. Aber allein der Einzug Paula Mertens ins elterliche Haus öffnet nicht verheilte Wunden und weckt andererseits neue Erwartungen: Verkauft sie ihrem Vetter das Haus, damit das Dorf einen Golfplatz einrichten kann? Erneuert sie kindliche Freundschaften? Dies ist auch der Ansatz, um den Täter aus der Reserve zu locken: Sie soll dem ihr Land versprechen, der ihr Hinweise für die Taten geben kann. Ganz in der Nähe, wo Emma Merten vor etwa 20 Jahren tot aufgefunden wurde, wird der Hund von Paula erschossen. Sie wurde dorthin gelockt und mit dem Schuss auf den Hund entsprechend gewarnt.
Nachdem Ritter und Stark resümieren, dass die Ravens der Schlüssel zur Lösung sein müssen, da sie Geld erhalten haben und Klaus Merten damals scharf auf Sabine Raven war, erfährt Ritter von der aufgelösten Paula Merten, dass sich „die gute alte“ Erika um Sabine Raven nach dem Unfall gekümmert hat. Die weiß, dass Sabine Würgespuren hatte und von Emma Merten ins Krankenhaus gebracht wurde. Endlich sehen die Kommissare klarer: Klaus Merten hatte Sabine Raven unter einem Vorwand in den Wald gelockt und wurde von ihr ausgelacht, woraufhin er handgreiflich wurde und Sabine unglücklich auf einen Stein fiel. Emma Merten hatte dies alles beobachtet.
Paula Merten fährt nach Berlin zurück und liest endlich den Brief von ihrem Vater. Daraufhin kehrt sie stante pede nach Wieditz zurück und geht in Manfreds Gaststätte, wo Klaus Merten eine Info-Veranstaltung zum „Golfland Wieditz“ abhält. Sie konfrontiert Klaus Merten vor versammelter Mannschaft mit dem Inhalt des Briefes, dass er ihre Eltern umgebracht habe. Im selben Augenblick kommen Ritter und Stark hinzu und bestätigen dies. Friedrich Merten habe kurz vor seinem Tod sein Gewissen erleichtern wollen und seinem Bruder alles erzählt.

## Hintergrund
Gedreht wurde Dornröschens Rache in Berlin und Niederwerbig, wobei das Dorf den Ort Wieditz darstellt. Gesucht wurde ein Ort, der auch 19 Jahre nach der Wende einerseits authentisch die Tristesse als auch den Charme der alten DDR widerspiegelt.

## Rezeption

### Einschaltquoten
Bei seiner Erstausstrahlung am 25. März 2007 wurde die Folge Dornröschens Rache in Deutschland von 7,586 Millionen Zuschauer gesehen, was einem Marktanteil von 21,10 Prozent entsprach.

### Kritiken
Die Kritiker der Fernsehzeitschrift TV Spielfilm sahen „einen ruhigen, aber fesselnden Fall mit „echten Figuren“.“
Die Welt stellt – analog zu Hamlet – die Frage: „Sehen oder nicht sehen? Gar keine Frage: Auf jeden Fall sehen, denn der Tatort ist ein außergewöhnlicher Film. Mit ruhigen, fast stummfilmartigen Bildern wird hier das Leben und Sterben in einem kleinen Dorf nachgezeichnet, das ein schmutziges Geheimnis verstecken will. Es macht Spaß, den Film zu schauen und es ist schade, dass er nur neunzig Minuten dauert. Bewertung: Absolut sehenswert. Atmosphärisch dichter und beklemmender Spitzenkrimi.“